# Nahkampf (Band)

Cover des Splitalbums mit Kolovrat, die beiden „A“ sind an das Symbol der SA angelehnt.

Nahkampf ist eine 1988 in Bremen gegründete Rechtsrock-Band, die dem in Deutschland verbotenen Neonazi-Netzwerk Blood & Honour nahesteht.

## Bandgeschichte
Das Debütalbum Schutt & Asche erschien 1994 über Rebelles Européens. Eine Nachpressung über das Blood-&-Honour-Label ISD Records erreichte eine Auflage von 5.000 Stück. Von den bisher fünf veröffentlichten CDs wurden Schutt und Asche (veröffentlicht 1994) und Alarm (veröffentlicht 1999) indiziert. 2002 wurden beide Alben in entschärfter Version auf der CD Legion Condor wiederveröffentlicht. Die Band veröffentlichte 2001 jeweils eine Split-CD mit der russischen Band Kolovrat (russ.: Hakenkreuz) und Schwarzer Orden, die beide bei dem Chemnitzer Label PC-Records erschienen sind. Das Lied Ein Krieger befindet sich auf der von der NPD verteilten Schulhof-CD von 2005. Weitere Beteiligungen finden sich mit Taten Statt Worte auf dem Sampler Blood & Honour Volume 3 und mit Angriff ist die beste Verteidigung auf Die Deutschen kommen II (1999) sowie auf dem internationalen Sampler des Bielefelder Fanzines Unsere Welt, auf dem auch Der Stürmer und Konkwista 88 vertreten sind.
Der Sänger Hannes Ostendorf, der sich 1991 an einem Brandanschlag auf ein Bremer Flüchtlingsheim beteiligt hat, ist der Frontmann der Band Kategorie C – Hungrige Wölfe.
Die beiden „A“ des Band-Schriftzuges sind sehr eng an das SA-Emblem angelehnt. Am 19. September 2000 ließ der rechtsextreme Verleger Jens Pühse (Pühses Liste) das Nahkampf-Logo als Wort- und Bildmarke eintragen. Dennoch wurde das „A“ der Split-CD mit Kolovrat in verschiedenen Versandkatalogen der rechtsextremen Szene geschwärzt.

## Diskografie
- 1989: Kämpfen wir wie sie (Demo, indiziert[9])
- 1994: Schutt und Asche (indiziert[10][11])
- 1999: Alarm (indiziert[12])
- 2001: Nahkampf/Kolovrat (Split-CD mit Kolovrat, indiziert)
- 2001: Ehre Freiheit Vaterland (Split-CD mit Schwarzer Orden)
- 2002: Legion Condor
- 2016: Kein schöner Land (indiziert[13])
- 2016: Angriff (Split-LP mit Volkszorn, indiziert[14])
- 2018: Totgesagte leben länger
- 2021: 33 (Indiziert)